# Calvin Ridley
Calvin Ridley (Fort Lauderdale, Florida, 20 de diciembre de 1994) es un jugador profesional estadounidense de fútbol americano que se desempeña en la posición de wide receiver en Tennessee Titans, equipo de la National Football League (NFL).

## Carrera
Fue seleccionado en la primera ronda en la Reunión Anual de Selección de Jugadores de la NFL de 2018. Hizo su debut profesional con el equipo Atlanta Falcons, en el cual jugó cuatro temporadas (2018-2022), después pasó a Jacksonville Jaguars (2023-2024), posteriormente a Tennessee Titans, donde lleva jugando una temporada.